# Stranići kod Nove Vasi
Stranići kod Nove Vasi  ( olaszul: Stancio ) falu Horvátországban Isztria megyében. Közigazgatásilag Porečhez tartozik.

## Fekvése
Porečtől  6 km-re északkeletre, az Isztriai-félsziget nyugati részén a Porečről Vižinada felé menő út mellett fekszik.

## Története
1880-ban 27, 1910-ben 55 lakosa volt. Az első világháború után a rapallói szerződés értelmében Isztria az Olasz Királysághoz került. 1943-ban az olasz kapitulációt követően német megszállás alá került, mely 1945-ig tartott. A második világháború után a párizsi békeszerződés értelmében Jugoszlávia része lett. Jugoszlávia felbomlása után 1991-ben a független Horvátország része lett. Lakossága az utóbbi időben dinamikusan fejlődik, húsz év alatt megháromszorozódott. 2011-ben már 178 lakosa volt. Lakói a közeli Porečen dolgoznak, valamint mezőgazdasággal és újabban egyre inkább turizmussal, vendéglátással foglalkoznak.

## Lakosság
| Lakosság változása | Lakosság változása | Lakosság változása | Lakosság változása | Lakosság változása | Lakosság változása | Lakosság változása | Lakosság változása | Lakosság változása | Lakosság változása | Lakosság változása | Lakosság változása | Lakosság változása | Lakosság változása | Lakosság változása | Lakosság változása |
| ------------------ | ------------------ | ------------------ | ------------------ | ------------------ | ------------------ | ------------------ | ------------------ | ------------------ | ------------------ | ------------------ | ------------------ | ------------------ | ------------------ | ------------------ | ------------------ |
| 1857               | 1869               | 1880               | 1890               | 1900               | 1910               | 1921               | 1931               | 1948               | 1953               | 1961               | 1971               | 1981               | 1991               | 2001               | 2011               |
| 0                  | 0                  | 27                 | 28                 | 40                 | 55                 | 0                  | 0                  | 45                 | 50                 | 61                 | 41                 | 46                 | 59                 | 134                | 178                |